# Zh (digramme)
Cette page contient des caractères spéciaux ou non latins. S’ils s’affichent mal (▯, ?, etc.), consultez la page d’aide Unicode.
Pour les articles homonymes, voir ZH.
Zh (minuscule zh) est un digramme de l'alphabet latin composé d'un Z et d'un H.

## Usage
- En navajo et espagnol, le digramme ‹ zh › sert à représenter le son [ ʒ].
- En albanais, le digramme ‹ zh › correspond au son [ ʒ]. Il est considéré comme une lettre à part entière et est placée en 36ème position, après le Z.
- En breton, ‹ zh › représente un phonème prononcé [z] ou [h] selon les dialectes.
- En anglais, ‹ zh › est couramment utilisé pour représenter le son [ ʒ] dans des transcriptions du cyrillique ‹ ж › ou encore du persan ‹ ژ ›. Mais il utilise g ou j dans les mots d’emprunt au francais, roumain, turc, catalan, azéri, breton et portugais.
- En hanyu pinyin (système de romanisation du mandarin standard), ‹ zh › représente le son [t͡ʂ].

## Représentation informatique
Comme la majorité des digrammes, il n'existe aucun encodage de Zh sous un seul signe, il est toujours réalisé en accolant un Z et un H.